# Edward Atkinson
Edward Atkinson (Brookline, Massachusetts, 10 de fevereiro de 1827 — Boston, 11 de dezembro de 1905) foi um economista, e um dos fundadores da Liga Anti-Imperialista Americana.

## Biografia

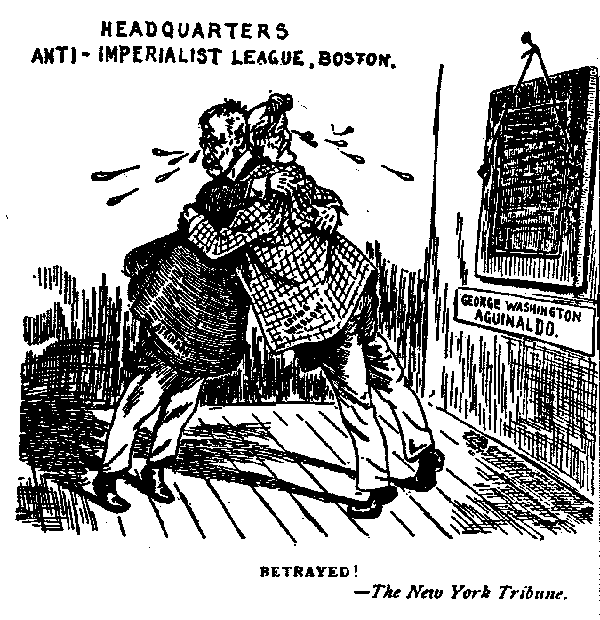
Cartoon de Erving Winslow e Edward Atkinson da Liga Anti-Imperialista Americana em pranto pela prisão de Aguinaldo. Pelo jornal pró-expansionista, New-York Tribune, reeditado em The Literary Digest, 22 (13 de abril de 1901).

Edward nasceu em Brookline, Massachusetts, e foi educado em escolas particulares. Recebeu os graus de Ph.D. do Dartmouth College e de LL.D. da Universidade da Carolina do Sul. Na década anterior à Guerra de Secessão, Atkinson foi um empreendedor de sucesso como executivo de alguns dos principais moinhos de algodão de Nova Inglaterra. Mais tarde, foi presidente da Boston Manufacturers Mutual Insurance Company e da Mutual Boiler Insurance Company de Boston. Inventou um fogão altamente eficiente de baixo custo chamado de "forno Aladdin".
Atkinson lutou também contra a escravidão, apoiando o Partido Solo Livre (Free Soil Party) e um comitê de Boston para ajudar escravos fugidos. Insatisfeito com as negociações, decidiu arrecadar dinheiro para comprar fuzis e munições em apoio à força de guerrilha insurgente de John Brown. Em 1866, foi escolhido como um dos delegados da convenção de união nacional, realizada na Filadélfia, mas não tomou parte nas suas deliberações. Foi eleito membro da Academia Americana de Artes e Ciências em 1879.
Inspirado pelas ideias de Adam Smith, Richard Cobden e John Bright, Atkinson se tornou um importante defensor do livre-comércio. De muitas formas, ele pode ser descrito como o equivalente americano de Frédéric Bastiat. Manifestou-se contra as propostas inflacionárias de William Jennings Bryan e de outros, mas, ao contrário de alguns, foi favorável à desnacionalização total ou privatização do dinheiro.
Fez campanha para Grover Cleveland e participou da formação do Partido Nacional Democrata em 1896. Atkinson ficou horrorizado com as políticas colonialistas e imperialistas nas administrações de McKinley e Roosevelt na sequência da Guerra Hispano-Americana. Reagiu, tornando-se um ativista em tempo integral na Liga Anti-Imperialista Americana. Como vice-presidente daquela organização, Atkinson escreveu ao Departamento de Guerra dos Estados Unidos solicitando uma lista com os nomes dos soldados servindo nas Filipinas para que pudesse enviar-lhes individualmente seus panfletos publicados. Como não recebeu resposta daquele órgão, Atkinson anunciou à imprensa que estava enviando cópias para os generais Lawton, Miller, e Otis, para o almirante Dewey, para o correspondente J. F. Graves, e para Jacob Shurman e Dean Worcestrer sobre a Comissão filipina.
Em 17 de fevereiro de 1899, Edward Atkinson enviou três panfletos para testar o direito dos cidadãos dos Estados Unidos do livre uso do correio:
- "O Custo de um Crime Nacional", que detalha a opressão militar americana dos filipinos e o custo crescente da guerra para os contribuintes americanos;
- "O Inferno da Guerra e suas penalidades";
- "Agressão criminosa: Por Quem Cometida?".

O diretor-geral dos Correios dos Estados Unidos Charles Emory Smith ordenou que os panfletos fossem apreendidos em São Francisco, declarando os panfletos "sediciosos". O procurador-geral dos Estados Unidos deu a entender que acusaria Atkinson de traição e sedição, mas decidiu não fazê-lo, pois os oficiais temiam que a acusação fizesse daquele senhor de 72 anos de idade, um mártir.
A imprensa pró-expansão americana chamou Atkinson de um "dos últimos copperheads". Atkinson pareceu ter gostado da infâmia. Ele efusivamente e sarcasticamente agradeceu à Administração por chamar a atenção nacional para seus ensaios e aumentado a sua procura em todos os estados da união.

## Obras selecionadas
Por quase quatro décadas, Atkinson esteve ativamente envolvido na distribuição de folhetos de que ele era o autor sobre bancos, concorrência, fabricação de produtos de algodão, legislação econômica, prevenção de incêndios, educação industrial, a questão do dinheiro, e dos impostos. Além de sua série de panfletos de 1899, espalhados pelos Estados Unidos, que ele intitulou "O Anti-Imperialista:"
- "The Distribution of Products" (Nova York, 1885)
- "Margin of Profits" (1887)
- "Industrial Progress of the Nation" (1889)